# 1910年伦敦到曼彻斯特飞行比赛

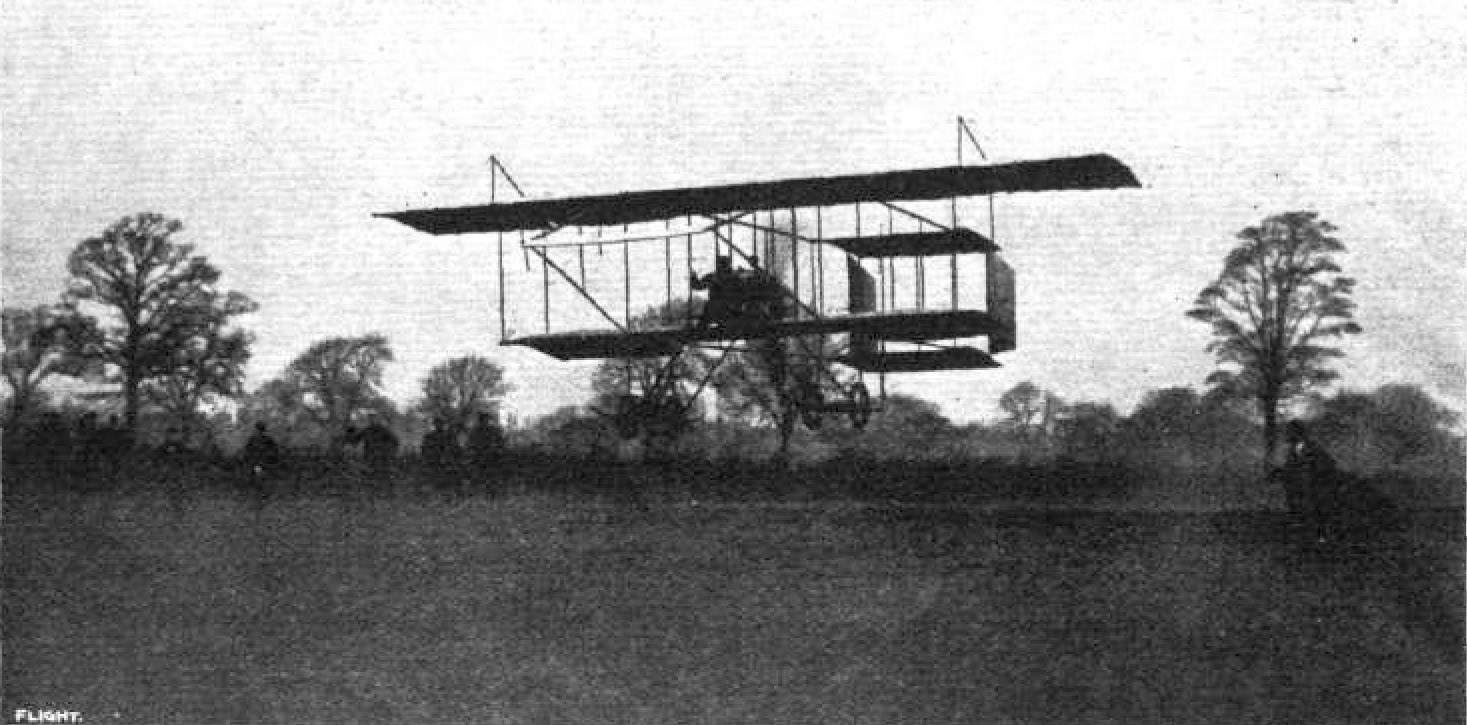
路易·波朗在迪兹伯里落降他的法尔曼III双翼飞机并赢得比赛

1910年伦敦到曼彻斯特飞行比赛（英語：1910 London to Manchester air race）是一个由《每日邮报》於1906年舉辦，規定各参赛者用飛機从伦敦飞到曼彻斯特的比賽。共有两位飞行员参加了比賽，最后在1910年4月由法国人路易·波朗贏得比賽並贏得了一万英镑獎金。
第一个试图从伦敦飞到曼彻斯特的人是来自汉普郡的英国人克劳德·格雷厄姆·怀特。他在1910年4月23日在伦敦起飞，并按照计划在沃里克郡的拉格比停下来了。但接下來他的双翼飞机的发动机出现问题并迫使他在利奇菲尔德附近停下來。大风不但使他的旅程难以继续，還使他的飛機在地面被大風吹翻并造成损坏。
当格雷厄姆·怀特的飞机在伦敦進行修理时，路易·波朗在4月27日乘坐他的飞机起飞並朝利奇菲尔德方向飛。几个小时后，格雷厄姆·怀特知道了波朗起飞的消息後立刻起程追赶波朗。第二天早上，格雷厄姆·怀特因造出史無前例的夜間起飞，差一点就追上波朗了，但是就因為飞机超重無法繼續飛行而惟有承认落敗。4月28日早上，波朗成功飛到了曼彻斯特并赢得了这场比赛。两名飞行员在萨沃伊饭店吃午餐以庆祝波朗的胜利。
这事件是英国的第一场长途飞行比赛、首架在夜晚起飞的飛機和第一次動力飞机从市外飞入曼彻斯特。1950年4月，波朗为了纪念40年前的飞行比赛而又一次从伦敦飞到曼彻斯特，但这次以乘客身份乘搭皇家空军的噴射战斗机。

## 历史
在1906年11月17日，英国《每日邮报》表示會給予一萬英鎊獎金給第一位从伦敦飞到曼彻斯特、總飛行距離達185英里（298）的飞行员，飛行期間中停不能超過兩次，且需在在24小时内完成。《每日郵報》又規定这次挑战中飛機的起飞和降落地点必須在兩地报社辦公樓的5英里（8.0）以内。動力飞行那时是一个新的发明，《每日郵報》擁有者期望比賽的奖金能刺激航空工業增長，早在1908年他们以一千英镑獎金给第一个飞越英吉利海峡的飞行员（由法国飞行员路易·布莱里奥在1909年7月25日贏取）、在1909年10月給子一千鎊獎金给第一个駕駛英製飛機進行1英里（1.6）五邊飛行的英籍飛行員（在1909年10月30日由约翰·穆尔-布拉巴宗贏得）。1910年，两位飞行员接受了每日邮报在1906年開出的挑战，他们是英国人克劳德·格雷厄姆·怀特和法国人路易·波朗。
克劳德·格雷厄姆·怀特于1879年在英格兰的汉普郡出生，在法恩罕的克仑多学校（Crondall House School）和贝德福德语法学校上學。在當地的工程公司當過學徒後，怀特替他的叔叔弗朗西斯·威利工作。他開設了機動車輛店，之後赴南非参加狩猎大赛。1909年，他受到路易·布莱里奥历史性的跨英吉利海峡飞行啟發，于是去法国学习飛行，並在1910年1月獲得法国航空俱乐部頒發飞行证书，是首批獲得飛行證書的英國人之一。他还在波城开辦了一家飛行学校，不久他把学校搬到英格兰。
路易·波朗于1883年在法国南部的佩兹纳斯出生。在默东的一所学校中服兵役之后，他成为了费迪南·费贝尔的助手。之后，他在一次飞机設計竞赛中赢得了一架瓦赞双翼飞机。波朗利用这飞机自学飞行并且在7月17日从成為第10位获得了法国航空俱乐部的飛行員。波朗是在英国相當出名；他于1909年10月在布莱克浦參加了一項航空竞赛，不久之后又在布鲁克兰的汽车竞赛中飛過波朗參加過很多航空展，包括一些在美国和法国杜埃舉辦的航空展。1909年7月，波朗在杜埃航空展刷新了最高飞行海拔和最长飛行时间的记录。

### 克劳德·格雷厄姆·怀特的第一次尝试

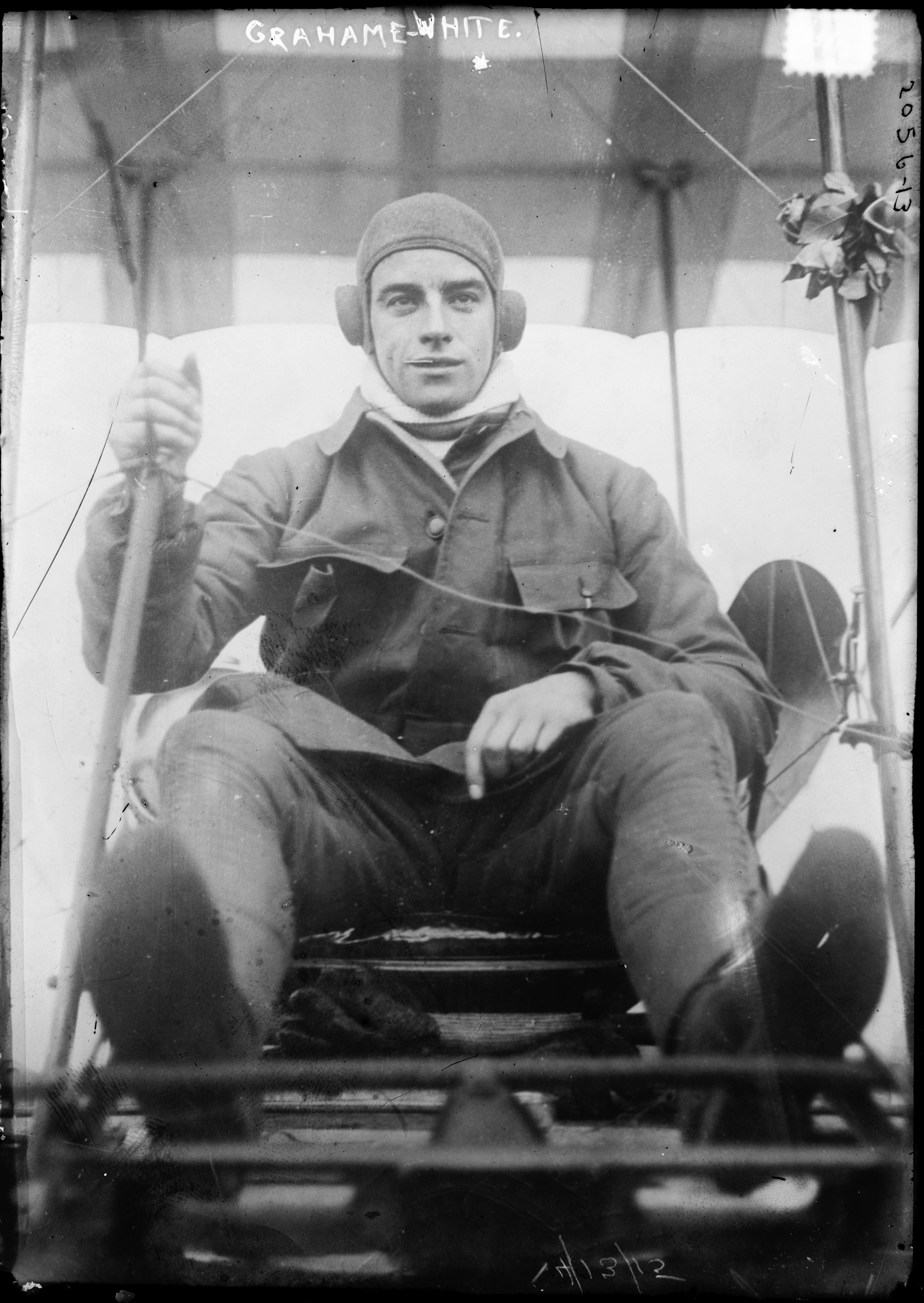
克劳德·格雷厄姆·怀特在他的飞机上（日期不明确）

格雷厄姆·怀特是第一位挑戰这競賽的飛行員。他计划在1910年4月23日凌晨5:00在伦敦区的皇家公园羽毛酒店（Plumes Hotel）附近起飞。早在凌晨4:00，大量记者和感兴趣的人群已經在那裏聚集，還有更多人正坐車趕去，最後有大约200到300人出席觀看，包括他的姐妹、母亲和亨利·法尔曼。泰晤士报描述當時天空為“晴空和星光閃耀”，而天气为“十分寒冷和少量结霜”。在4:30，格雷厄姆·怀特来到现场并准备他的法尔曼III双翼飞机。停泊在庭園的飞机被拖到空地，亦啟動了飛機的50马力七缸旋轉式引擎。引擎完全運作後，格雷厄姆怀特坐上了飞机的座位。他指示地面人員把飛機在霜冻草地上拖行30—60碼（27—55）到了艾蒿灌木林附近的储气罐，以符合《每日邮报》办公楼5英里（8.0）半徑内的要求。飛機最後在凌晨5:12起飞。
在几千名观众的欢呼下，格雷厄姆·怀特飞过起点并转西北的往温布利方向飛行。英国皇家航空俱乐部的秘书哈罗德·佩兰在储气罐顶部摇摆旗帜來標誌格雷厄姆·怀特的起點。5:35，格雷厄姆·怀特飞到沃特福德；6:15，他飞到莱顿巴扎德。人們在伦敦和西北铁路迎接以400英尺（120）飛過鐵軌怀特。同时，佩兰和两名来自格墨和罗纳企业的技工（他們替飛機引擎進行保養維護）上登了開往拉格比两辆车中的一辆并。在路上，一辆车走捷径而撞山，其中一位乘客身受重伤。
格雷厄姆·怀特的第一次着陆位于拉格比，时间为早上7:15。一辆来自伦敦的车在他到来10分钟之前就来了，他的技工也来檢查他的飞机。格雷厄姆·怀特在伦敦起飞的消息传进拉格比，人群在那里聚集圍觀，一群童子军阻止他们靠近飞机。格雷厄姆·怀特被带到附近的格林斯农场（Gellings Farm）；那里，他吃了饼干并喝了咖啡，并向农场里面的人讲述他的旅途：“整个旅途都十分寒冷，我一开始感觉就很冷。我的眼睛一直都受折磨，我的手指也麻木了。”格雷厄姆·怀特的平均速度大约略高于40英里每小時（64每小時）；一些来自伦敦的跟随车辆直到格雷厄姆·怀特降落后还没有到達。
格雷厄姆·怀特在8:25又起飞了，但是他无法按照行程在克鲁着陆。在大约飞离拉格比30英里（48）的地方，飞机发动机的进气阀无法正常運作，这迫使他在离利奇菲尔德4英里（6.4）的哈德墨（Hademore）着陆——至此他已經完成了185英里（298）旅途中約115英里（185）了。在他着陆时，他飞机上的防滑部件损坏了，他发送电报给他的技工以维修飞机。怀特的母亲乘車到達該地，在在技工维修飞机时，他吃了午餐并睡了几个小时。这时，大批人聚集觀看飛機，农場主對此徵收入场费來賺一筆錢。附近军营的士兵在那里维持秩序并防止人們太接近飛機。
天色漸暗，風力增強；在晚上7:00，格雷厄姆·怀特認為大风使他的旅途在不可能继续。他决定在第二天凌晨3:00嘗試起飞并希望能在5:15的限期前到达曼彻斯特。他在凌晨3:30放棄了，并说下次會從曼彻斯特出發挑戰。他要求士兵綁好飞机，但士兵們沒這樣做。到第二天晚上，他的飞机因被大风吹翻了而严重受损。

### 波朗的嘗試

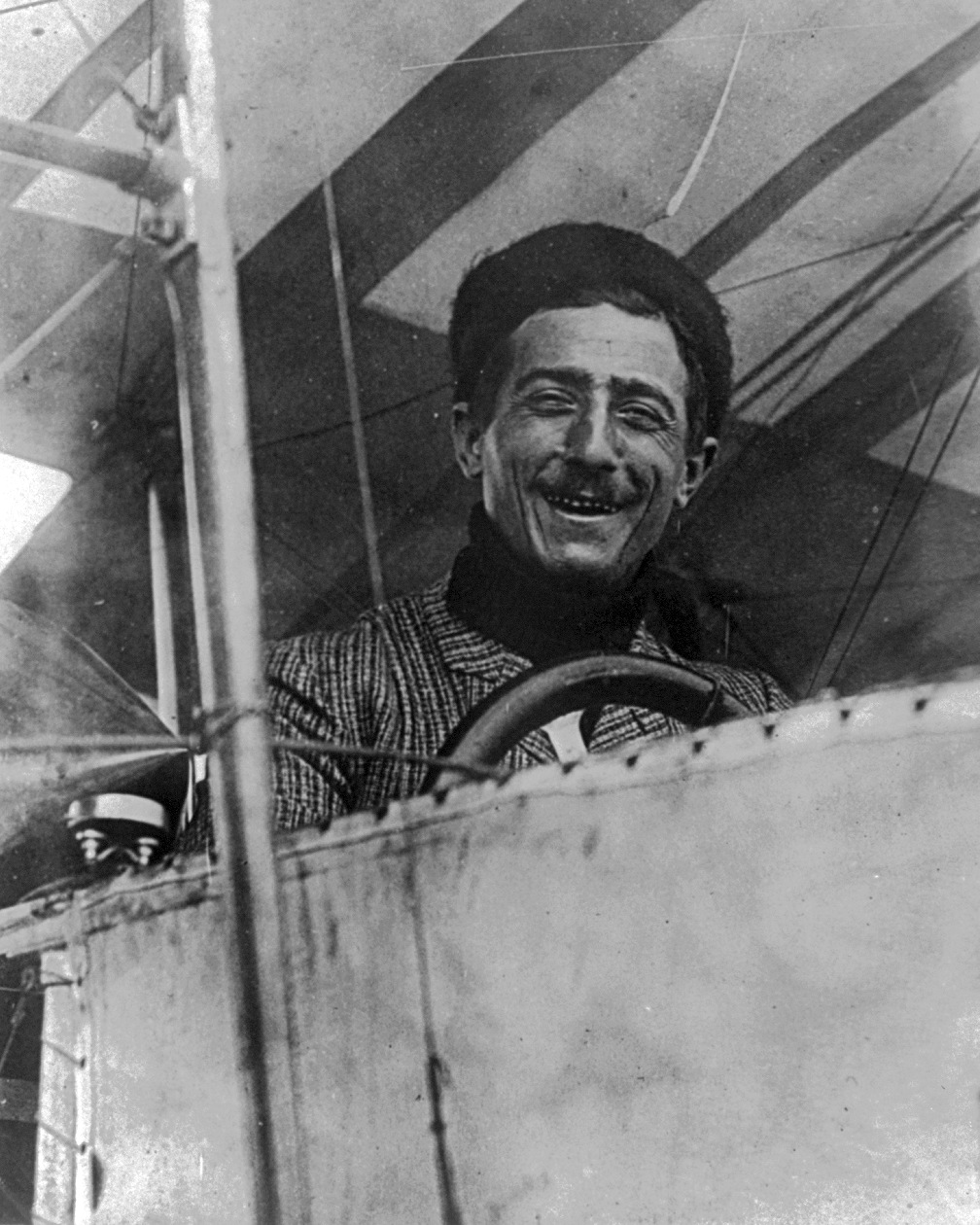
在驾驶飞机的路易·波朗（拍摄于1909年）

4月25日，克劳德·格雷厄姆·怀特的飞机在艾蒿灌木林每日邮报的机库进行维修。此时，波朗从加利福尼亚来到英国多佛尔進行表演。波朗的竞争对手埃米尔·杜布涅 也正式加入挑战，但要在幾天後才飛行。1910年4月27日，波朗的双翼飞机（格雷厄姆·怀特的飞机的新型号）被带入亨顿（現址為伦敦皇家空军博物馆分部）。波朗的飞机在11小时内組裝完成了，並在下午5:21從汉普斯特德公墓起飛。他在10分钟后飞过了哈罗并开始沿着伦敦和西北铁路飛行。铁路公司把正確路線的鐵軌枕木涂刷成白色來引導他飛行。波朗被一辆特別的火车跟随，火车上有波朗女士（他的妻子）和亨利·法尔曼，其他支持者就坐车跟隨。
格雷厄姆·怀特在那一天較早時候就已经计划试飞了，但就被拥挤的人群阻碍而无法成事。怀特監督為時兩天的飛機重組後，在附近的一家旅馆就寝。在大约傍晚6:10，他得知了波朗已經起飞了，遂決定自己也起程追趕。这次，他成功讓人群騰出空間以供起飛。傍晚6:29，他發動了飛機發動機並越过了起点線。在大约一个小时后他飞越了莱顿巴扎德，與此同時波朗已经在飞越拉格比了。夜幕逐渐降临时，格雷厄姆·怀特在北安普敦郡的罗德路軌旁的一塊平地上降落。15分钟后，波朗来到了利奇菲尔德；此時他已經飞行了117英里（188），但飛機燃料卻耗尽了。波朗把他的双翼飞机停在利奇菲尔德特伦特谷火车站旁的平地上。波朗的双翼飞机被看守着，波朗與他的同伴們就到附近的一家旅馆度宿；同时，格雷厄姆·怀特在莱恩博士的家里面休息。两名飞行员都计划在第二天的凌晨3:00起床準備再出發。
格雷厄姆·怀特仍然落後波朗60英里（97），這令他做出了一个历史性的决定：他将会在夜晚起飞，这是历史上第一次夜間飛行。在凌晨2:50，他的飞机在支持者汽车的车前燈照耀下起飞了。在进入天空的几分钟内，他正在为了坐得舒服一些而往前靠时就，就差点兒就坠机了；他的外套擦到发动机點火裝置，引擎因此而意外关掉，但是他很快就讓发动机回复运转並繼續飛行。几分钟后，波朗继续自己的旅程，這時他仍渾然不知怀特的進度已大幅提升。波朗在凌晨4:45飞越了斯塔福德，在5:20飞过克鲁。凌晨5:32，他在迪兹伯里附近的巴尔斯科夫草坪（Barcicroft Fields）着陆，正好在每日邮报办公大楼的5英里（8.0）内，因此波朗赢了这场比赛。波朗和他的支持者坐火车抵達市政招待会，由曼彻斯特市长主持頒獎儀式。據說怀特得知波朗贏得比賽後，大喊：“各位先生女士，这1万英镑的奖金被世界上最佳的飞行员路易·波朗赢得了。与他相比，我只是一名新手。为波朗三呼喝采！”他回到床上就寝，技工則繼續维修飞机，後來他发电报波朗祝贺他的勝利及成就。怀特本来计划繼續餘下旅程飛往曼徹斯特继续，但他飛到塔姆沃思時取消了這計劃。

### 頒獎

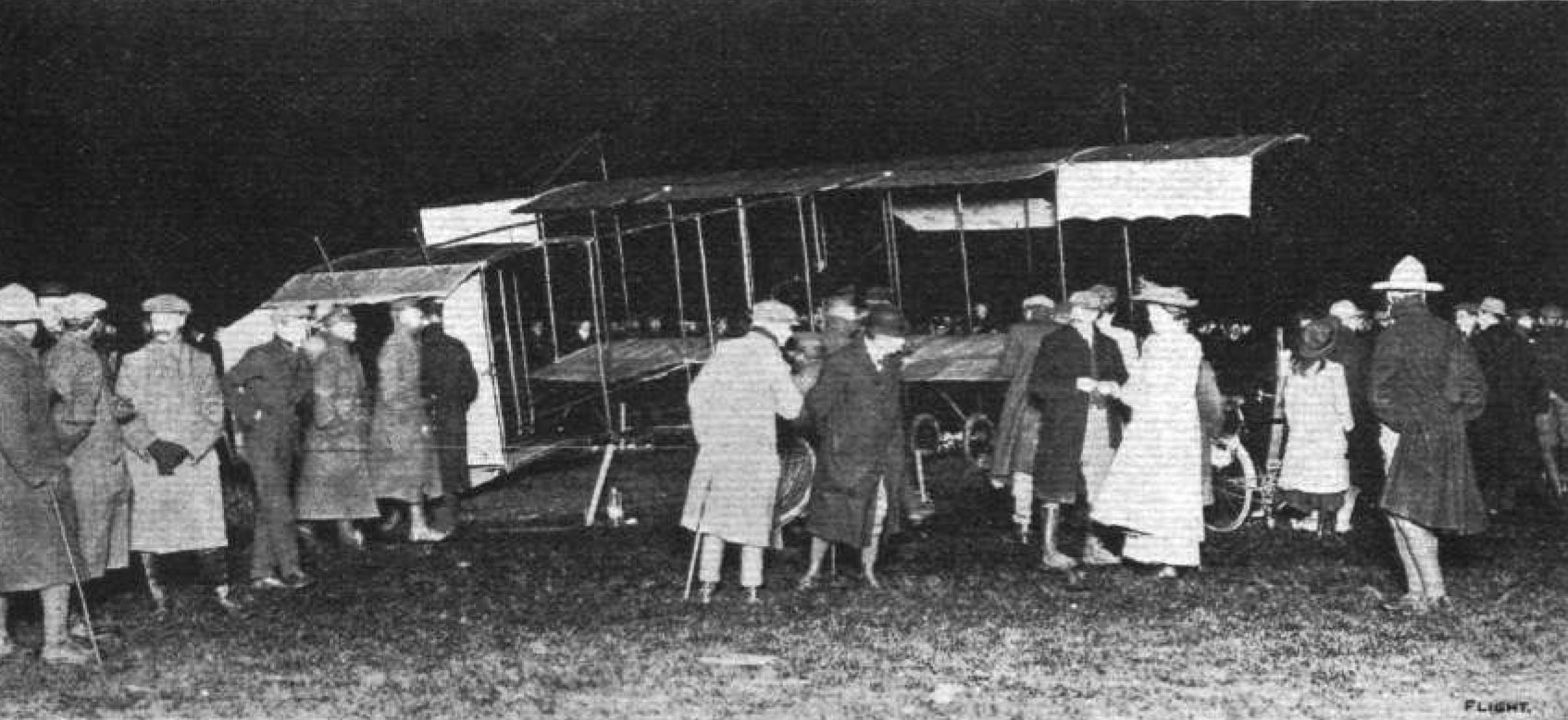
在利奇菲尔德的波朗的双翼飞机（拍摄于4月27日，星期三早上）

波朗在4月30日于伦敦的萨沃伊饭店的午餐中領取了他的奖品——一个含有一万英镑奖金单的金盒子。这颁奖会的主持人不是《每日郵報》的創辦人諾斯克里夫勳爵，而是一名《每日邮报》编輯托马斯·马洛，其他觀眾包括法国大使保罗·康朋。格雷厄姆·怀特被則獲得安慰奖——一个刻有文字的白银碗，里面有红色和白色的玫瑰。波朗在接受奖金时发表了一次演讲。

## 影响
1910年4月27到28日的这场飞行比赛成为了世界上第一次长距离飞行比赛、第一次比空气重的機器在夜間起飞；格雷厄姆·怀特决定证明只要飞行员能知道自己在地面上的位置，飞机在夜間起飞、飞行和導航是可能的。格雷厄姆·怀特在他朋友用車頭照明燈照亮一間房子的牆壁的帮助下成功在夜晚航行波朗在曼市的迪兹伯里降落，成為首位利用動力飛行器從曼徹斯特市外飛進市內的飛行員。他的成就被記錄在一个釘在波朗路25-27號牆上的蓝色紀念牌匾上，現在位置就他著陸地點附近的一對1930年代半獨立屋處。
在波朗胜利后的几个星期内，《每日邮报》又設了一萬英鎊奖金给第一位成功在24小时内五邊飞行1,000英里（1,600），并在11个指定中途站降落的飞行员。这挑战在1911年7月26日被M.博蒙特用了22½小时完成了。波朗和格雷厄姆·怀特在同年後期再一次進行比賽，來爭奪一千鎊獎金，獎金會給予做出最大累計越野飛行距離的飛行員，波朗再次擊敗怀特贏得比賽。
1936年1月16日，這次飛行比賽的25周年慶祝會在巴黎的法国航空俱乐部舉行。赴宴的人中包括飞行员波朗与格雷厄姆·怀特、法国航空部长维克托·德南、乔治-瓦伦丁·比贝斯库王子（固定资产会会长）、哈罗德·佩兰，以及其它名人和早期飞行员——法尔曼、瓦赞兄弟（加布里埃尔·瓦赞和夏尔·瓦赞）、路易·夏尔·布勒盖、考德仑、布莱里奥和阿萨尼。
雖然波朗後來不再駕駛飛機了，但是在1950年4月28日——1910飞行大赛的第40周年，波朗再次从伦敦飞往曼彻斯特，这次他乘坐的是格罗斯特流星－T7，这是英國首款噴射戰機的訓練型號。以400英里每小時（640每小時）的速度飛行之后，67岁的波朗说：“这是十分美丽的（法語：C'était magnifique）”，之后他又说了：“没有螺旋桨、没有搖晃，這就是我一直夢想的飛行呀。”《每日邮报》在伦敦的皇家航空俱乐部款待波朗，出席者包括他的1910年對手怀特。

### 文献
1. 1 2 3   (PDF), Flight, hosted at flightglobal.com: 393, 5 April 1913  [20 May 2010], （原始内容存档于2016-08-03）
2. 1 2 3  Claxton 2007，第72–73頁
3. ↑  Grimsditch, H. B., ,  online, Oxford University Press, hosted at oxforddnb.com, May 2008 [2004]  [19 May 2010], doi:10.1093/ref:odnb/33512, （原始内容存档于2017-03-31）需要订阅或英国公共图书馆会员资格
4. ↑   (PDF), Flight, hosted at flightglobal.com: 64, 28 August 1958  [19 January 2013], （原始内容存档于2016-08-03）
5. 1 2   (55623), The Times, hosted at infotrac.galegroup.com, p.13, col. A, 12 February 1963  [2020-09-23], （原始内容存档于2019-08-21）
6. ↑  Villard, Henry Serrano, , Washington D.C.: Smithsonian Institution: 33–4, 1987, ISBN 0-87474-942-5
7. ↑  Pauley & Museum 2009，第56頁
8. ↑  , leparisien.fr, 30 January 2003  [22 May 2010], （原始内容存档于2012-09-03） （法语）
9. 1 2 3 4   (PDF), Flight (Flight, hosted at flightglobal.com), 30 April 1910: 326  [19 May 2010], （原始内容存档于2016-08-03）
10. 1 2 3 4 5 6   (39255), The Times hosted at infotrac.galegroup.com, p. 9, col. A, 25 April 1910  [2020-09-23], （原始内容存档于2013-01-24）
11. 1 2 3   (PDF), Flight (hosted at flightglobal.com), 30 April 1910, II (70): 327  [19 May 2010], （原始内容存档于2016-08-03）
12. ↑  Grahame-White, Claude,  (PDF), Flight, hosted at flightglobal.com: 495, 20 April 1950  [19 May 2010], （原始内容存档于2016-08-03）
13. ↑  Harper, Harry,  (PDF), Flight, hosted at flightglobal.com: 493, 20 April 1950  [19 May 2010], （原始内容存档于2016-08-03）
14. 1 2 3   (PDF), Flight, hosted at flightglobal.com: 351, 7 May 1910  [19 May 2010], （原始内容存档于2016-08-03）
15. 1 2  Claxton 2007，第73頁
16. 1 2 3   (PDF), Flight, hosted at flightglobal.com: 328, 30 April 1910  [19 May 2010], （原始内容存档于2016-08-03）
17. ↑  Brady 2001，第84–85頁
18. ↑  , The New York Times, written for The London Daily Mail, hosted at query.nytimes.com, 28 April 1910  [2014-08-11], （原始内容存档于2016-05-31）
19. ↑  Brady 2001，第85頁
20. 1 2  Scholefield 2004，第211頁
21. 1 2  , The New York Times, hosted at query.nytimes.com: 3, 29 April 1910  [2014-08-11], （原始内容存档于2017-08-22）
22. 1 2   (39261), The Times, hosted at infotrac.galegroup.com, p. 10, col. A, 2 May 1910  [2020-09-23], （原始内容存档于2013-01-23）
23. ↑  , Flight (flightglobal.com), 7 May 1910, II (71): 350  [19 May 2010], （原始内容存档于2016-08-03）
24. ↑  Brady 2001，第86頁
25. ↑   (PDF), Flight, hosted at flightglobal.com: 90, 23 January 1936  [19 May 2010], （原始内容存档于2016-08-03）
26. ↑   (51677), The Times, hosted at infotrac.galegroup.com, p. 3, col. A, 28 April 1950  [2020-09-23], （原始内容存档于2016-05-05）

### 书籍
- Brady, Tim, , Illinois, US: Southern Illinois University Press（英语：Southern Illinois University Press）, 2001  [2018-12-23], ISBN 0-8093-2371-0, （原始内容存档于2014-08-11）
- Claxton, William J., , Middlesex, UK: Echo Library, 2007  [2014-08-08], ISBN 1-4068-4626-0, （原始内容存档于2014-08-11）
- Pauley, Kenneth E.; Museum, Dominguez Rancho Adobe, , US: Arcadia Publishing, 2009  [2018-12-23], ISBN 0-7385-7190-3, （原始内容存档于2014-08-11）
- Scholefield, R.A., , Stockport, UK: Lancashire & Cheshire Antiquarian Society, 2004, ISSN 0950-4699